# Îles Montebello
Pour les articles homonymes, voir Montebello.

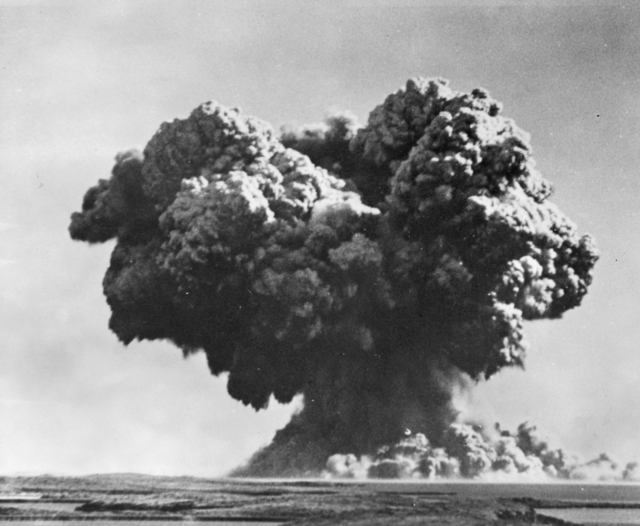
Champignon du premier essai nucléaire britannique (Opération Hurricane).

Les îles Montebello (parfois Monte Bello) sont un archipel d'environ 174 îles (dont 35 portent un nom) à 130 km de la côte du Pilbara, au nord-ouest de l'Australie. Montebello signifie beau mont en italien.
Les deux îles principales, nommées par l'explorateur français Nicolas Baudin en 1801, sont :
- Hermite Island (20° 28′ S, 115° 31′ E), nommée en l'honneur de l'amiral Jean-Marthe-Adrien Lhermitte,
- l'île Trimouille (Trimouille Island) (20° 23′ S, 115° 33′ E), nommée en l'honneur d'une famille noble française.

Parmi les autres îles, les plus grandes sont :
- North-West Island
- Primrose Island
- Bluebell Island
- Alpha Island
- Crocus Island

Une des traces les plus anciennes de ces îles remonte à 1622, quand le Tryall s'est échoué à proximité. Par la suite, leur position a été enregistrée approximativement (20° 16′ S, 115° 23′ E) sous le nom Tryal Rocks.
De la fin du XIXe siècle au début de la Seconde Guerre mondiale, les îles ont connu une activité de culture de perles importante.
L'opération Hurricane, le premier essai nucléaire britannique, a eu lieu dans une baie de l'île Trimouille. Deux autres essais ont eu lieu, sur l'île Alpha puis l'île Trimouille, en 1956. Le second, nommé Mosaic G2, était la plus grosse explosion nucléaire en Australie, avec un rendement de 98 kilotonnes. Des villes du Queensland, dont Mount Isa, Julia Creek, Longreach et Rockhampton, ont été contaminées par les retombées radioactives de cet essai.
Les îles sont maintenant une zone protégée, administrée par 
le Western Australian Department of Environment and Conservation, et les eaux environnantes sont appelées à devenir une réserve maritime.

## Liste des noms connus des îles

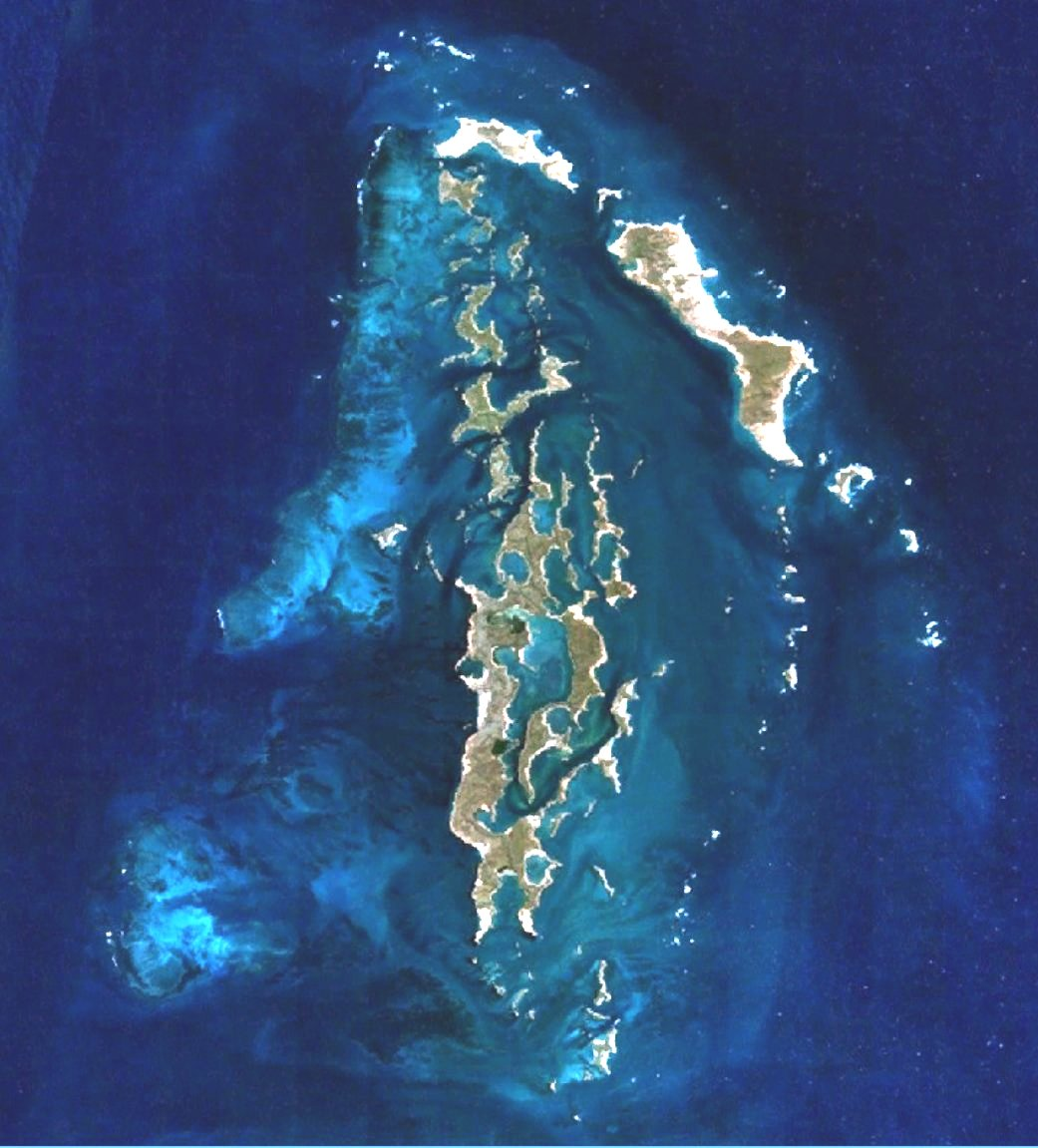
Image satellite du groupe principal d'îles Montebello

| Nom        | Coordonnées                   | Remarques |
| ---------- | ----------------------------- | --------- |
| Ah Chong   | 20° 31′ S, 115° 32′ E         |           |
| Alpha      | 20° 24′ S, 115° 31′ E         |           |
| Aster      | 20° 25′ S, 115° 34′ E         |           |
| Bluebell   | 20° 24′ 41″ S, 115° 31′ 21″ E |           |
| Brooke     | 20° 26′ 00″ S, 115° 30′ 14″ E |           |
| Buttercup  | 20° 29′ 05″ S, 115° 32′ 09″ E |           |
| Campbell   |                               |           |
| Carnation  |                               |           |
| Crocus     |                               |           |
| Dahlia     |                               |           |
| Daisy      |                               |           |
| Dandelion  |                               |           |
| Delta      |                               |           |
| Dot        |                               |           |
| Epsilon    |                               |           |
| Flag       |                               |           |
| Foxglove   |                               |           |
| Gannet     |                               |           |
| Gardenia   |                               |           |
| Hermite    | 20° 28′ S, 115° 31′ E         |           |
| Hollyhock  |                               |           |
| How        |                               |           |
| Ivy        |                               |           |
| Jonquil    |                               |           |
| Karangi    |                               |           |
| Kingcup    |                               |           |
| Lowendal   |                               |           |
| Marigold   |                               |           |
| North West |                               |           |
| Pansy      |                               |           |
| Primrose   |                               |           |
| Rose       |                               |           |
| South East |                               |           |
| Spar       |                               |           |
| Trimouille | 20° 23′ S, 115° 33′ E         |           |
| Violet     |                               |           |